# کامی سبزواری
مولانا کامی سبزواری (۱۰۱۴ ه‍.ق) شاعر قصیده‌سرای اهل هرات بود.
در ۹۹۵ هجری قمری به برهانپور هند رفت و به دربار گورکانیان راه یافت و به مداحی اکبرشاه و جهانگیرشاه مشغول شد. نوزده سال در هند بود؛ در ۱۰۱۴ به خراسان بازگشت و در هرات به قتل رسید.
وقایع الزمان یا فتح‌نامه نور جهان بیگم از آثار اوست که سرودن آن در سال ۱۰۳۵ هجری قمری در کابل به پایان رسید و دربارهٔ جنگ‌هایی است که نور جهان بیگم برای انتخاب فرزندش شاهزاده خرم به جانشینی جهانگیر به راه انداخت. ملا کامی سبزواری به شیوهٔ قدیم به‌ویژه خاقانی شعر می‌سرود. شعر زیر از اوست:
| یک ره در پیر می‌فروشی نزدیم   |  | در کوی خرابات خروشی نزدیم‌       |
| بر سعی فسرده طبع خود می‌سوزیم |  | کاین شعله فرو نشست و دودی نزدیم |